# أكبر أباد (مقاطعة ديواندرة)
اكبرآباد (بالفارسية: اکبرآباد) هي قرية تقع في قسم حسين‌آباد الشمالي الريفي (مقاطعة ديواندرة) في إيران. يقدر عدد سكانها بـ 276 نسمة .